# José Rizal
José Protasio Rizal Mercado y Alonso Realonda (1861. június 19., a Luzón-szigeti Calamba - 1896. december 30., Manila) író, forradalmi vezéralak és mártírhalált halt nemzeti hős a Fülöp-szigeteken, Ferdinand Blumentritt szellemi tanítványa.

## Élete

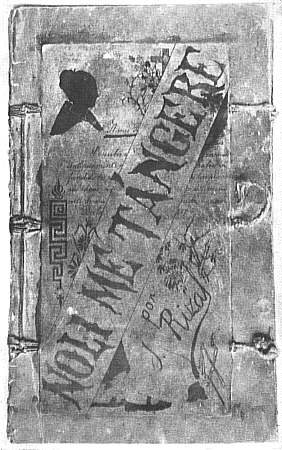
Noli me Tangere

José Rizal édesapja jómódú volt, saját emeletes házában nevelte 11 gyermekét, akiknek a bennszülöttek számára szóló legjobb nevelést biztosította. Az 1773-ban feloszlatott Jézus Társasága az 1814-es újonnan létrehozása után csak 1852-ben térhetett vissza a Fülöp-szigetekre, és több más országhoz hasonlóan itt sem kapta vissza birtokait, jövedelmeit. A domonkosokkal, Ágoston-rendiekkel és ferencesekkel ellentétben tehát a jezsuitáknak nem fűződött érdekük a filippin papság üldözéséhez (mivel filippinók nem léphettek be a szerzetesrendekbe), és egyáltalán semmilyen anyagi érdek, hatalmi befolyás nem érintette őket a Fülöp-szigeteken. Manilai kollégiumukban, az Ateneóban, amelynek a Rizal fiúk is diákjai voltak, elsőként vezették be az országban a természettudományok és az antik filozófia oktatását. A legtöbb tanár ezen kívül a spanyol és német nyelv jelentős tudósa is volt.
1872-ben Manilától nem messze felkelés tört ki, amely összekapcsolódott a fehér bőrű papság reformmozgalmával. Ennek – s nem a felkelésnek – volt egyik szellemi irányítója José Burgos jezsuita atya, az Ateneo tanára, akit kivégeztek. Pasiano, José Rizal bátyja is részese volt az eseményeknek, ezért édesanyjukat bosszúból, koholt vádak alapján letartóztatták. A börtönben megbetegedett, s elvesztette a látását. A fiatal José a papi hivatás választása helyett, ekkor hamis útlevéllel elmenekült az országból. Madridban fejezte be (Heidelbergben is folytatott) egyetemi tanulmányait az orvosi és a filozófiai fakultáson. Európa-hírű szemészorvossá küzdötte fel magát, 11 európai nyelvet tanult meg, valamint néprajztudós és történész lett.
Ferdinand Blumentrittel 1886 júliusában ismerkedett meg, aki mindenben támogatta őt, leitmeritzi háza és prágai kapcsolatai mindig nyitva álltak a félvér fiatalember előtt. Barátságuk 10 évig tartott.  A hazájába 1892-ben visszatért José Rizal megalapította a Liga Filipina nevű politikai csoportosulást, a Fülöp-szigetek békés, Spanyolországtól való elszakadásáért. 1896-ban ezért letartóztatták, s egy koncepciós per után kivégezték. December 29-én Blumentritthez írta utolsó levelét: "Prof. Fernando Blumentritt – My dear Brother, when you receive this letter, I shall be dead by then. Tomorrow at 7, I shall be shot; but I am innocent of the crime of rebellion…"

## Numizmatika
José Rizal, mint fülöp-szigeteki nemzeti hős a fülöp-szigeteki peso több érméjén és bankjegyén szerepelt. 

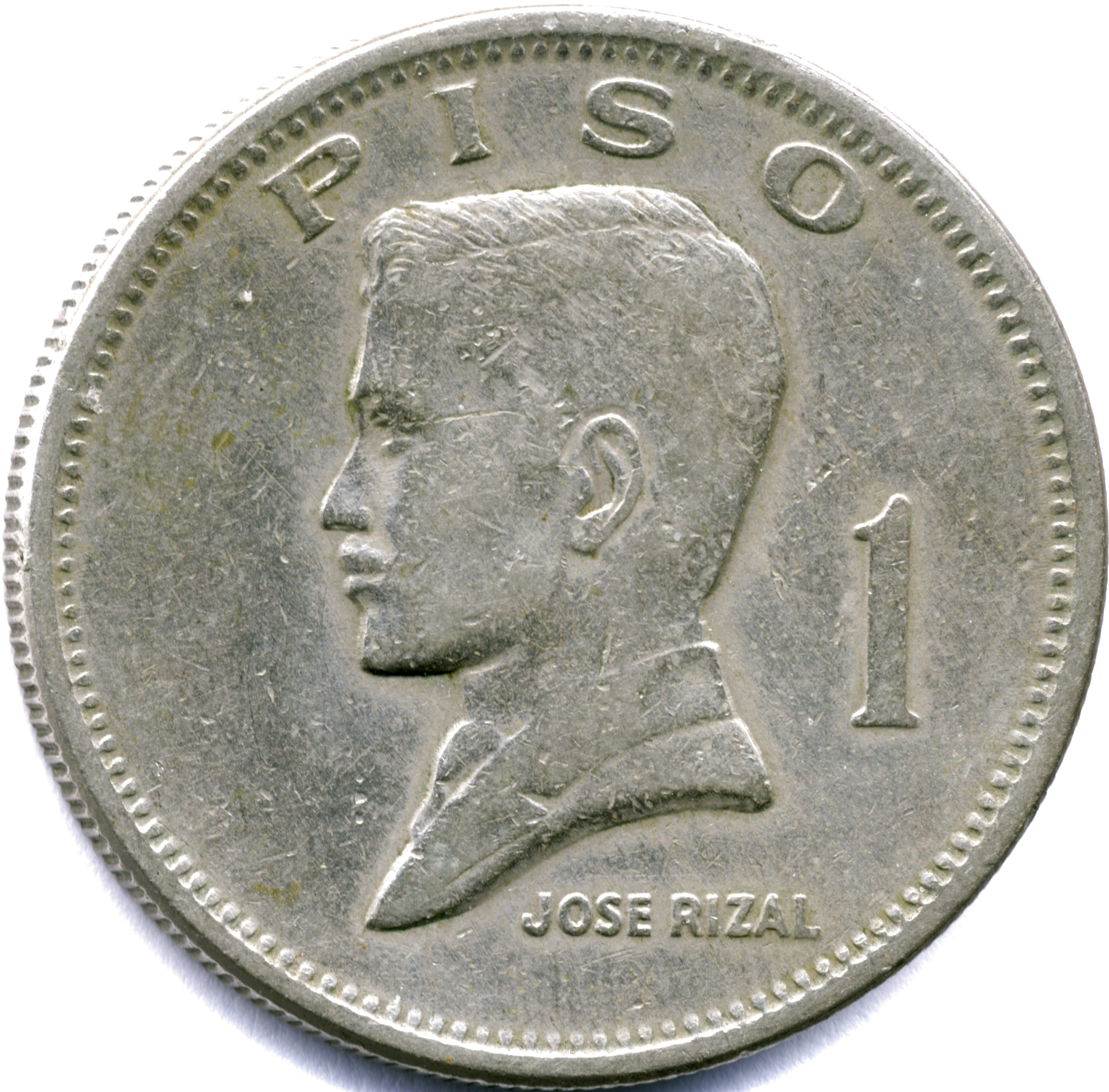
Fülöp-szigeteki 1 pesós érme 1972-ből, José Rizal portréjával.
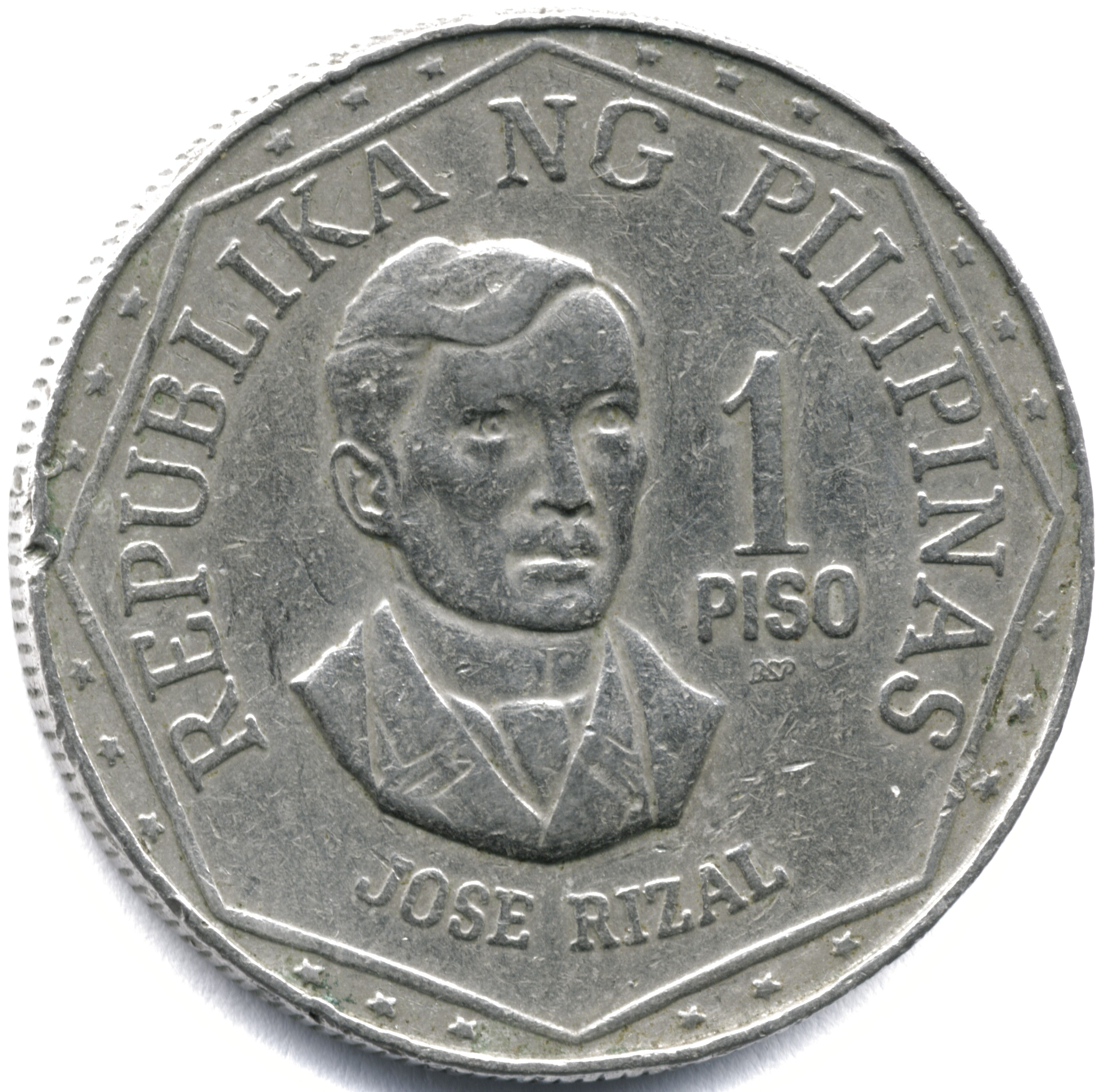
Fülöp-szigeteki 1 pesós érme 1981-ből, José Rizal portréjával.
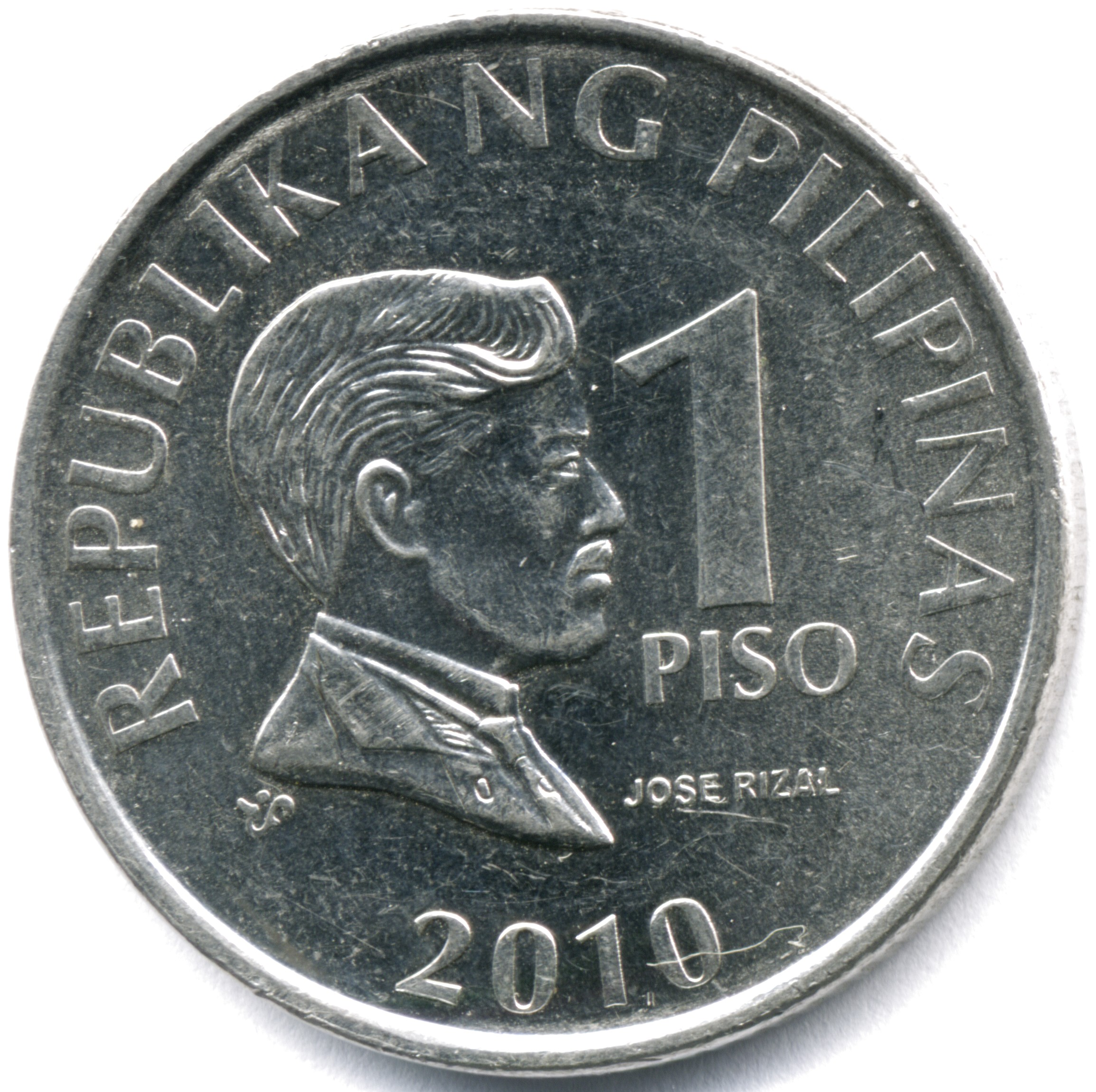
Fülöp-szigeteki 1 pesós érme 2010-ből, José Rizal portréjával.
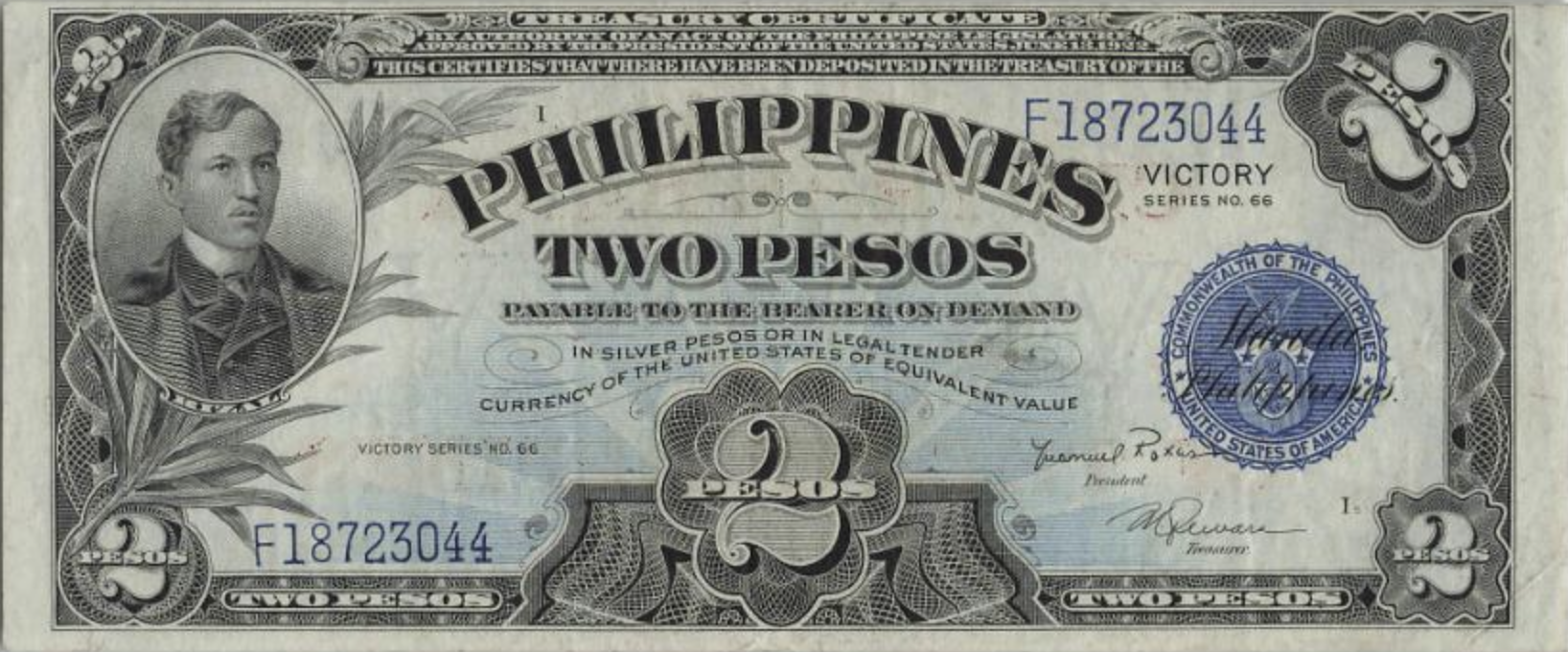
Fülöp-szigeteki 2 pesós bankjegy az 1945-ös sorozatból, José Rizal portréjával.
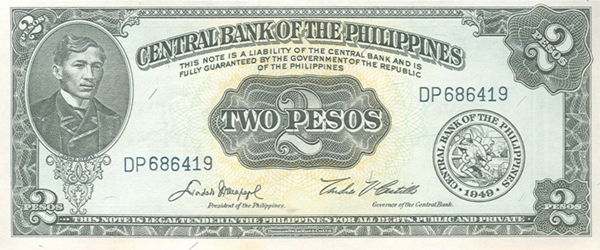
Fülöp-szigeteki 2 pesós bankjegy az 1949-es sorozatból, José Rizal portréjával.
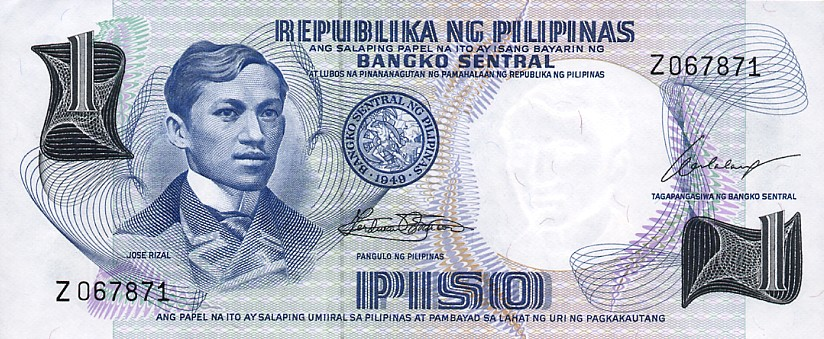
Fülöp-szigeteki 1 pesós bankjegy az 1969-es sorozatból, José Rizal portréjával.
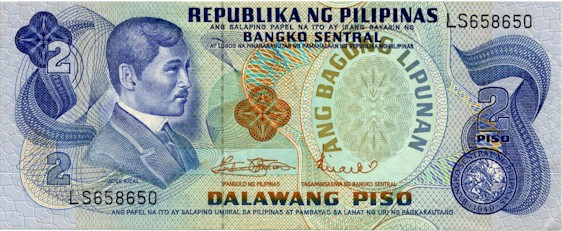
Fülöp-szigeteki 2 pesós bankjegy az 1973-as sorozatból, José Rizal portréjával.

## Művei
- – El Filibusterismo (1891)
- – Noli me Tangere - Ne nyúlj hozzám! (ford. Dobos Éva) Budapest, 1972
- – A felforgatók (ford. Dobos Éva) Budapest, 1999

## Magyarul
- Ne nyúlj hozzám!; ford. Dobos Éva, bev. Csala Károly; Zrínyi, Bp., 1972
- A felforgatók; ford., előszó Dobos Éva; Eötvös, Bp., 1999 (Eötvös klasszikusok)